# Scandiano
Scandiano (Scandiân in dialetto reggiano) è un comune italiano di 25 955 abitanti della provincia di Reggio Emilia in Emilia-Romagna. È il secondo comune più popoloso della provincia dopo il capoluogo.

## Geografia fisica

### Territorio

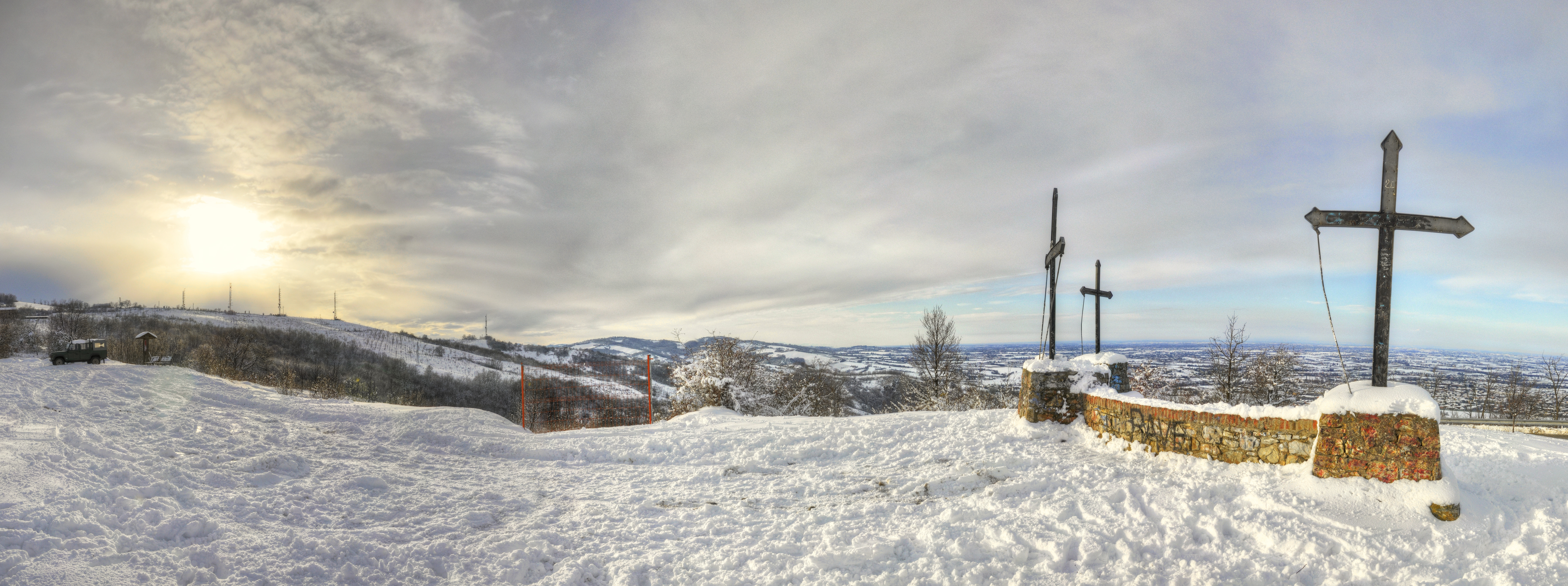
Monte Evangelo (delle Tre Croci)

L'abitato di Scandiano dista 13,2 chilometri dal capoluogo e si sviluppa fra il margine della collina reggiana e l'alta pianura, sulla riva destra del torrente Tresinaro. Il comune di Scandiano si trova ad una quota tra 50 m e 423 m s.l.m. (il monte Evangelo). Il territorio comunale, oltre che dal capoluogo, è formato dalle frazioni di Arceto, Cacciola, Ca' de Caroli, Mazzalasino, Chiozza, Fellegara, Iano, Pratissolo, Bosco, Rondinara, San Ruffino e Ventoso per un totale di 49,81 chilometri quadrati. Confina a nord con il comune di Reggio Emilia, ad est con Casalgrande e Castellarano, a sud con Viano e ad ovest con Albinea.

### Clima
Secondo i dati della stazione meteorologica di Scandiano-Ca' de' Caroli il clima è quello tipico della Pianura Padana con il mese di gennaio più freddo dell'anno mentre luglio è quello più caldo.

## Storia
(Giosuè Carducci, Rime e ritmi, A Scandiano, vv. 5-8)

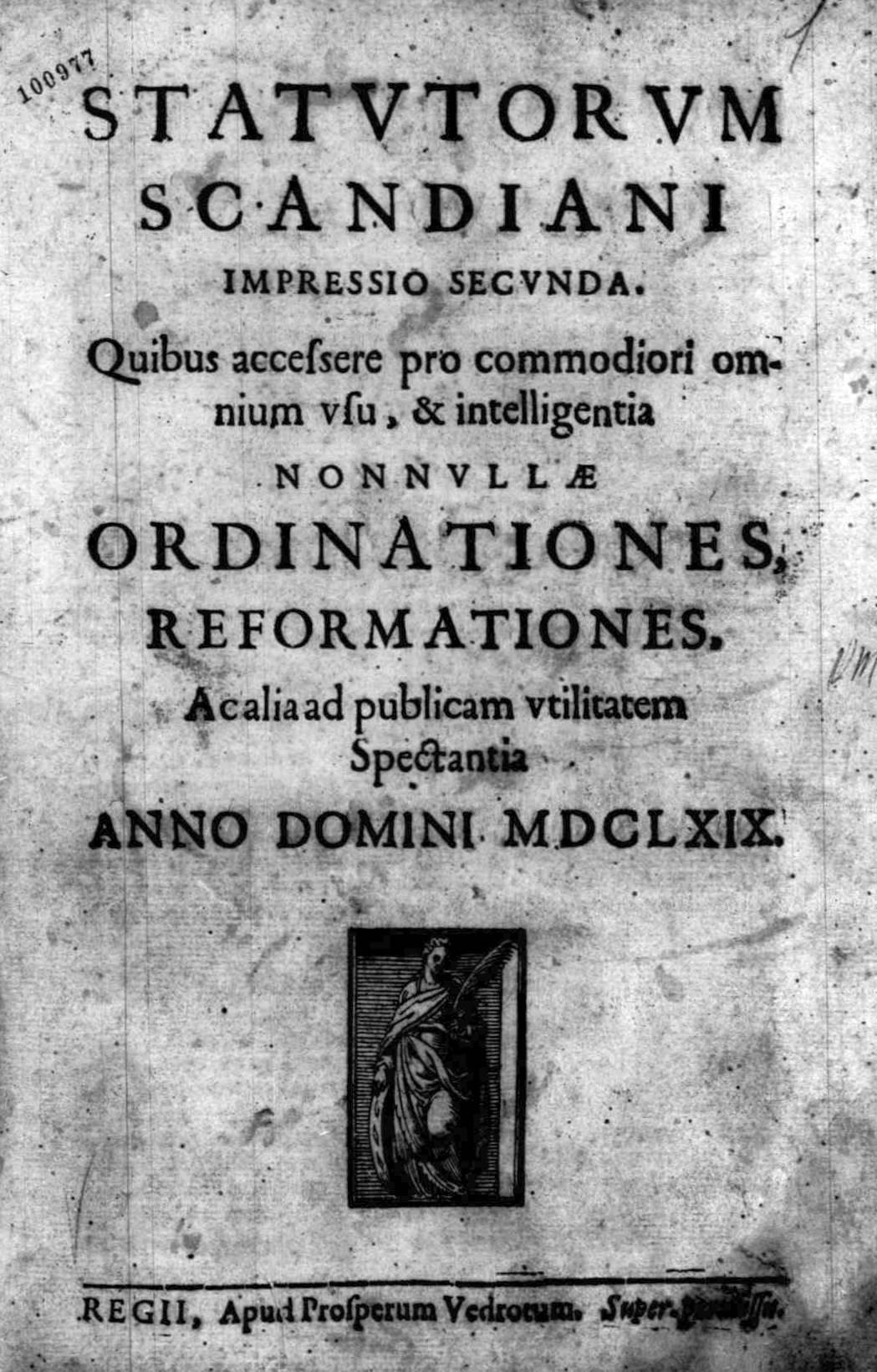
Gli statuti di Scandiano (Statutorum Scandiani impressio secunda), 1669

I ritrovamenti storici più antichi rinvenuti nel comune di Scandiano risalgono al Neolitico. Fra questi il più importante è la Venere di Chiozza, oggi custodita presso il Museo civico di Reggio Emilia. Alle soglie della romanizzazione il territorio scandianese era di cultura celto-ligure, in continuità con il territorio dei Galli Boi, il cui epicentro insediativo corrispondeva alla fascia collinare e di medio-alta pianura compresa tra il Reno e il Taro (fiume). L'attuale insediamento abitativo fu fondato da Gilberto Fogliani nel 1262 con la costruzione del castello, attorno al quale si svilupparono abitazioni. Inizialmente costruito con scopi difensivi, fu poi trasformato in dimora signorile dai conti Boiardo (1423-1560) ed infine in palazzo rinascimentale dai marchesi Thiene (1565 - 1623), dai Bentivoglio e dai principi d'Este (1645-1726).
Tutta la storia di Scandiano e della sua gente si è svolta all'interno del castello. In una stanza del primo piano dell'edificio nacque il poeta Matteo Maria Boiardo; nei sotterranei era solito compiere i suoi esperimenti il grande Lazzaro Spallanzani. Alloggiarono al castello il poeta Francesco Petrarca, il riformatore Giovanni Calvino e papa Paolo III. In seguito alla vittorie conseguite da Napoleone nella fase iniziale della campagna d'Italia, il 10 ottobre 1796 la comunità scandianese si ribellò al governo ducale e aderì alla neonata Repubblica Reggiana.
Con lo scoppio della seconda guerra d'indipendenza e la caduta definitiva del ducato estense, le redini del governo dell'Emilia furono affidate a Luigi Carlo Farini. Questi, con il decreto del 27 dicembre 1859, smembrò il territorio comunale di Scandiano, istituendo i nuovi municipi di Albinea e Casalgrande. Sempre all'interno di questo castello l'11 marzo 1860 si svolse il plebiscito che sancì l'annessione di Scandiano al Regno di Sardegna.
Nell'ottobre 1883 fu inaugurata la linea ferroviaria Reggio Emilia-Ventoso. Otto anni dopo la ferrovia fu prolungata sino a Sassuolo, mentre lo scartamento passò da quello ridotto a quello normale.

## Monumenti e luoghi d'interesse

### Architetture religiose

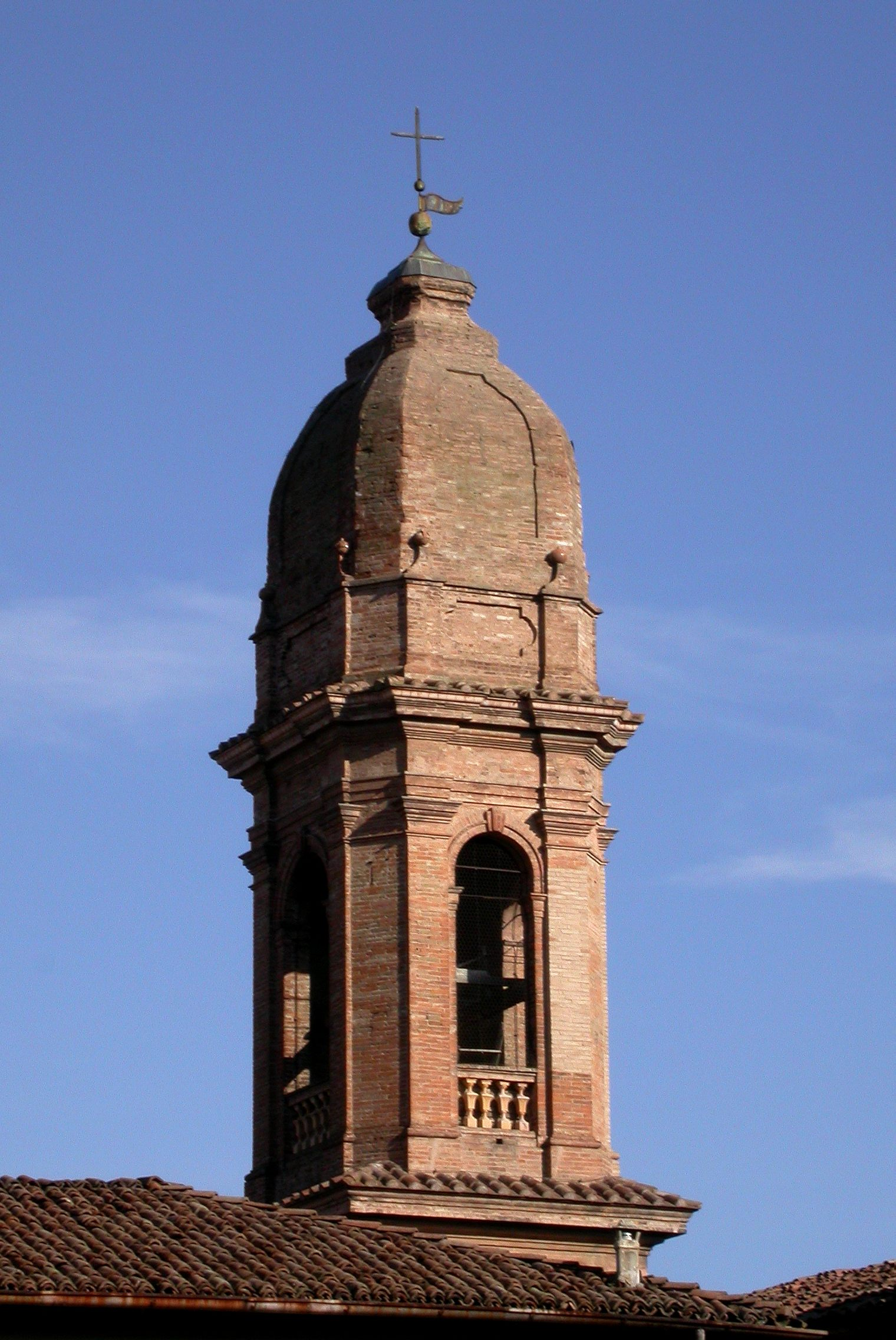
Campanile della chiesa di San Giuseppe

- Chiesa di San Giuseppe, nel paese di Scandiano. Edificata fuori dalle mura della rocca dei Boiardo nel XVI secolo nel luogo in cui già sorgeva una piccola cappella dedicata alla Confraternita di San Giuseppe. La facciata fu progettata nel 1776 dall'architetto Francesco Iori, mentre il campanile a base rettangolare fu edificato alcuni anni prima dall'architetto Bazani. L'interno è composto da una sola navata; l'altare maggiore è sovrastato da un dipinto del 1759 raffigurante lo sposalizio di San Giuseppe e Maria attribuito a Miselli. L'edificio ospita due opere dell'intaglio. Nella cappella del Crocefisso è presente un tabernacolo in legno attribuito al Cecati, mentre l'adornamento dell'organo ad opera dello scultore Cocconcelli (1704) è considerato uno dei più pregevoli lavori d'intaglio in stile barocco della provincia di Reggio Emilia[7].
- Chiesa di Santa Teresa di Gesù Bambino nel paese di Scandiano, costruita tra il 1983 e il 1984.
- Chiesa archipresbiteriale della Natività della Beata Vergine Maria nel paese di Scandiano. Sorge davanti all'ingresso della Rocca dei Boiardo ed è stata edificata intorno alla prima metà del XV secolo.
- Chiesa dei Cappuccini, nel paese di Scandiano. Sorge a fianco del convento dei Frati Cappuccini e la sua costruzione terminò nel 1632.
- Chiesa di San Giacomo Maggiore nella frazione di Chiozza, che risale al XVII secolo.
- Chiesa di Santa Maria Assunta nella frazione di Arceto. Costruita nel XI secolo, è stata ristrutturata nel XV secolo.
- Oratorio di San Rocco nella frazione di Arceto. Oratorio sussidiario eretto nel 1857, si trova dentro le mura del Castello di Arceto.
- Chiesa di Santa Maria Assunta nella frazione di Ventoso. Sita su un colle, viene nominata per la prima volta in un atto di Berengario del Friuli nel 912.
- Cimitero di Ventoso, piccolo cimitero ottocentesco, nel quale non si tumulano più cadaveri, sorge nei pressi della chiesa di Santa Maria Assunta.
- Chiesa di San Carlo Borromeo nella frazione di Ca de' Caroli, chiesa sussidiaria della Chiesa di Ventoso.
- Chiesa di San Ruffino Vescovo e Martire nella frazione di San Ruffino. Edificio già esistente nel 944 e restaurato alla forma attuale con vari interventi sul finire del XVII secolo.
- Chiesa dei Santi Gervasio e Protasio Martiri nella frazione di Pratissolo, Nominata in un atto del 1283, fu assoggettata a Scandiano nel XVI secolo.
- Chiesa di San Savino Vescovo nella frazione di Fellegara, costruita nel 1906.
- Chiesa della Beata Vergine della Neve nella frazione di Fellegara. Chiesa sussidiaria della chiesa di San Savino, risale al XVII secolo.
- Chiesa di San Giovanni Battista nella frazione di Rondinara, della quale vi sono notizie già dal 1302.
- Chiesa di Santa Maria Annunziata nella frazione di Iano, che risale al XII secolo.
- Chiesa di San Benedetto Abate nella frazione di Cacciola, di cui vi sono notizie già del 1302.
- Cimitero ebraico di Scandiano. La struttura sorge su un piccolo colle fuori dalla città e fu rivalorizzata nel 1987.

### Architetture militari

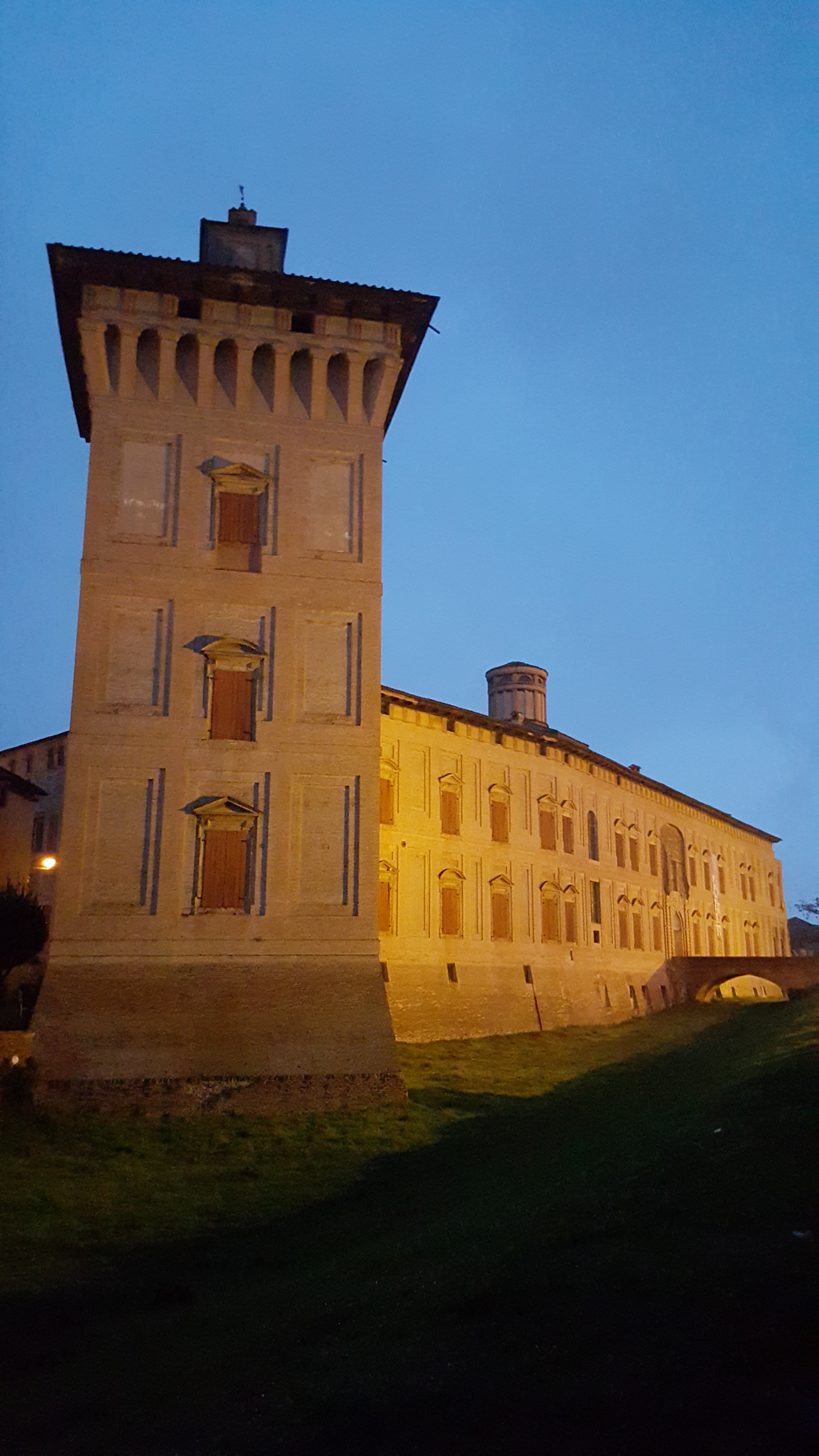
Rocca all'imbrunire

- Rocca dei Boiardo rappresenta uno dei luoghi di maggiore interesse artistico del territorio. Risale al XII secolo. È la prima cellula edilizia del paese ed è stata per otto secoli il simbolo del suo potere politico. Il complesso architettonico, che si sviluppa su una superficie di 5.000 m², ha subito nel tempo molti rifacimenti oggi osservabili con strati artistici e stilistici diversi.[5] Nell'edificio convivono e si possono ammirare strutture architettoniche medievali (torre pusterla dell'ingresso nord e archetti pensili del cortile), rinascimentali (portico del cortile) e barocche (scalone, bifore, architravate del cortile, decorazioni a stucco dell'appartamento estense). L'interno dell'edificio è arricchito con affreschi del pittore Nicolò dell'Abate[6].

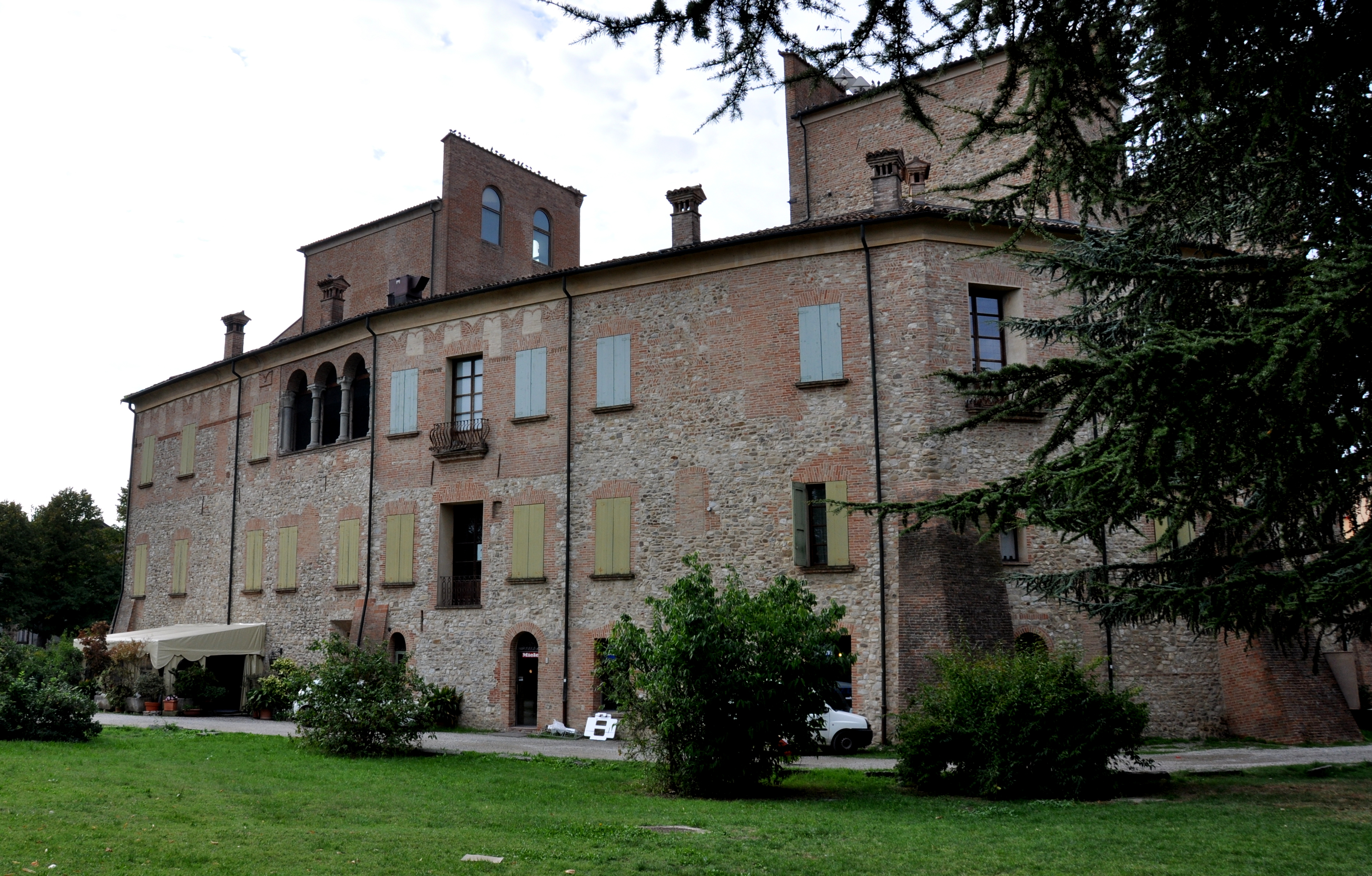
Il castello di Arceto

- Castello di Arceto. Si tratta di un castello del IX secolo, situato nel centro di Arceto, una delle frazioni di Scandiano. Oggi di proprietà del Comune, è visitabile su prenotazione.
- Castello di Rondinara, che sorge nei pressi della Chiesa di San Giovanni Battista.
- Castello Dondena Bagnoli a Iano, in stile neogotico e di costruzione ottocentesca.
- Castello di Torricella Il Castello la Torricella, detto anche Castello della Torricella o Castel Cugini, è un edificio che si trova a Ventoso.

### Architetture civili
- Piazza Fiume, nota fra gli abitanti come Piazza Padella, è collocata a fianco dell'antico castello. Si sviluppa nello spazio un tempo occupato dalle antiche contrade che furono demolite nel 1915. Nel lato sud-est della piazza è collocata Casa Almansi sede dell'antico Ghetto degli Ebrei e della sinagoga di Scandiano[8] demolita nel 1960.
- Osservatorio astronomico "Lazzaro Spallanzani", sito nella frazione di Iano, possiede tre cupole per l'osservazione astronomica, rispettivamente alte 3,5 metri, 4,5 metri e 5,5 metri[9].

- Ciminiere di Ca' de' Caroli. È un complesso di edifici situato nella frazione di Ca' de' Caroli. Sono le ciminiere della ex fabbrica di cemento "Officina Marchino".
- Casa Spallanzani. La casa natale di Lazzaro Spallanzani, oggi adibita ad uffici comunali e sede del Centro Studi Matteo Maria Boiardo, è stata dichiarata monumento nazionale il 16 novembre 1939. L'edificio è caratterizzato da numerosi elementi in stile barocco, a cominciare dallo scalone che si sviluppa su tre rampe con parapetti balaustrati, decori floreali, capiscala con busti, vasi e pilastri in muratura con cornici stuccate[10].
- Torre civica di Scandiano. La torre quattrocentesca, divenuta in seguito Torre dell'Orologio, è nota fra gli abitanti locali come "Campanone". Fatta costruire da Feltrino Boiardo, era in origine la porta di ingresso dell'antico borgo. Nel 1548 all'interno dell'edificio fu collocato un orologio. La campana che scandisce le ore fu benedetta nel 1543 da papa Paolo III. Nel lato che si affaccia su via Cesare Magati è presente una piccola nicchia nella quale era raffigurata Santa Caterina d'Alessandria, patrona di Scandiano. L'affresco è ora custodito presso il Palazzo Municipale[11][12].
- Palazzo Municipale, costruito nel XVI secolo e ristrutturato nel 1912.

#### Architetture demolite

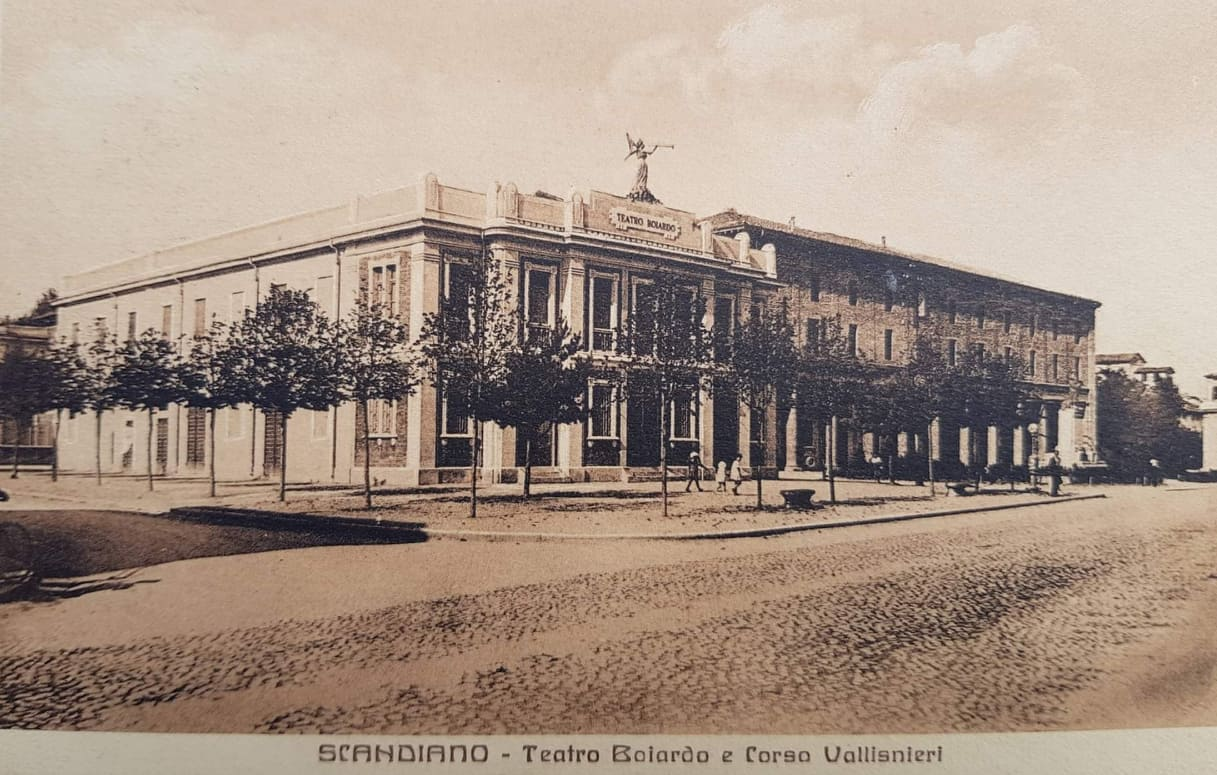
Il teatro in una cartolina d'epoca.

Vari teatri, tra cui il Teatro Boiardo e il Teatro Lazzaro Spallanzani a Scandiano, il Teatro Shakespeare ad Arceto, e il Teatro Angelo Chierici a Fellegara. Tutti questi edifici, a parte il Teatro Chierici, del quale rimane solamente la facciata, sono andati perduti.
- Il Teatro Boiardo, o Teatro Bojardo, intitolato alla famiglia Boiardo, signori medievali di Scandiano, fu realizzato dal sindaco dell'epoca Venerio Zuccoli nel 1908, che ne disegnò personalmente la facciata. Nel 1905 si era già costituito un comitato, sotto la guida dell'avvocato Giovanni Olmi, con l'idea di dare un luogo fisico allo spettacolo e cultura scandianese. Alla sottoscrizione pubblica per la costruzione dell'edificio partecipò una grande fetta della popolazione scandianese. La costruzione dell'edificio venne affidata a una ditta della frazione di Arceto e le decorazioni interne interne furono realizzate dal pittore Gaetano Poli di Chiozza. L'inaugurazione fu il 16 maggio 1908. Durante la seconda guerra mondiale il teatro venne colpito dai bombardamenti e si decise per la sua totale demolizione. Oggi, l'attuale cinema e teatro del paese porta lo stesso nome.[13][14]

## Società

### Evoluzione demografica
Abitanti censiti

### Etnie e minoranze straniere
Al 31 dicembre 2017 gli stranieri residenti nel comune sono 1.925, ovvero il 7,5% della popolazione. Di seguito sono riportati i gruppi più consistenti:
1. Marocco: 414
2. Albania: 364
3. Romania: 185
4. Cina: 124
5. Polonia: 111
6. Ucraina: 106
7. Moldavia: 77
8. Ghana: 57

## Infrastrutture e trasporti

### Ferrovie
Il territorio comunale comprende una stazione ferroviaria e due fermate sulla ferrovia Reggio Emilia-Sassuolo, gestita da Ferrovie Emilia-Romagna (FER), con treni regionali svolti da Trenitalia Tper nell'ambito del contratto di servizio con la regione Emilia-Romagna.
La stazione principale, la stazione di Scandiano, è a servizio del capoluogo comunale.
Le rimanenti due fermate, la stazione di Pratissolo e la stazione di Chiozza, servono le omonime frazioni.
Dal 2017 non è più attiva la stazione di Bosco, a servizio della frazione Bosco di Scandiano, ma situata nel territorio di Reggio Emilia.
La stazione ferroviaria più vicina lungo la ferrovia Milano-Bologna è la stazione di Reggio Emilia.

## Sport

### Calcio
A Scandiano sono attive due società calcistiche: l'A.S.D. Sporting Scandiano, che gioca allo stadio Andrea Torelli e milita in  Promozione, e l'A.S.D. Boiardo Maer, che milita in Seconda Categoria, quest'ultima dotata anche di un settore giovanile che conta più di 200 iscritti. Ad Arceto spicca l'A.S.C.D. Arcetana, fondata nel 1962 e militante in Eccellenza.

### Hockey su pista
Il Roller Hockey Scandiano partecipa alla serie massima di hockey su pista ossia Serie A1 disputando le partite di casa al PalaRegnani dal campionato 2017-2018. Nelle stagioni 2015-2016 e 2016-2017 vince la Coppa Italia di Serie A2; poi conquista la promozione in Serie A1. Il 13 gennaio 2018 sconfisse il Giovinazzo per 6-0 nella gara valevole per la terza giornata di ritorno, conquistando così la prima vittoria casalinga dal ritorno nella massima serie: nel girone di andata, in terra pugliese, la vittoria per 3-8 ottenuta contro il Giovinazzo consegnò ai rossoblù la prima vittoria esterna stagionale.

## Musica
A Scandiano ha sede la Fanfara Militare dei Bersaglieri, sezione A.N.B., fondata nel 2010 per volere del presidente dell'Associazione Nazionale Bersaglieri Alfeo Caprari e del capo Fanfara maestro Stefano Pasquali, dallo scioglimento della precedente Fanfara, "La Tricolore di Reggio Emilia" (1978-2009).
Nei primi anni ottanta, nella casa di Giovanni Lindo Ferretti a Fellegara si trovava la sala prove del gruppo punk italiano CCCP - Fedeli alla linea, che ha visto nascere brani iconici come "Emilia Paranoica".

## Amministrazione
| Periodo | Periodo   | Primo cittadino     | Partito                    | Carica  | Note |
| ------- | --------- | ------------------- | -------------------------- | ------- | ---- |
| 1980    | 1985      | Valda Busani        | Partito Comunista Italiano | Sindaco |      |
| 1985    | 1992      | Valter Franceschini | Partito Comunista Italiano | Sindaco |      |
| 1992    | 2004      | Lanfranco Fradici   | centro-sinistra            | Sindaco |      |
| 2004    | 2009      | Angelo Giovannetti  | centro-sinistra            | Sindaco |      |
| 2009    | 2019      | Alessio Mammi       | centro-sinistra            | Sindaco |      |
| 2019    | in carica | Matteo Nasciuti     | centro-sinistra            | Sindaco |      |

### Gemellaggi
- Blansko, dal 1964[17]
- Tubize
- Almansa